# عنکبوت شلاقی ایرانی
عنکبوت شلاقی ایرانی یا عنکبوت شلاقی پارسی (نام علمی: Phrynichus persicus) تنها گونهٔ شناخته‌شده از راستهٔ عنکبوت‌های شلاقی در ایران است. تاکنون حضور این گونه تنها از استان‌های ایلام و خوزستان گزارش شده است. منطقهٔ پراکنش این گونه، شمالی‌ترین محدودهٔ شناخته‌شده برای اعضای خانوادهٔ Phrynichidae در جهان به‌شمار می‌رود.